# Melanoplus cantralli
Melanoplus cantralli is een rechtvleugelig insect uit de familie veldsprinkhanen (Acrididae). De wetenschappelijke naam van deze soort is voor het eerst geldig gepubliceerd in 1966 door Dakin.